# 12-й Берлинский международный кинофестиваль
12-й Берлинский международный кинофестиваль прошёл с 22 июня по 3 июля 1962 года в Западном Берлине.

## Жюри
- Кинг Видор (председатель жюри)
- Андрк Мишель
- Эмерик Прессбургер
- Хедео Кикумори
- Долорес дель Рио
- Юрген Шильдт
- Макс Гамметер
- Гюнтер Штапенхорст
- Бруно Вернер

## Конкурсная программа
- Такого рода любовь, режиссёр Джон Шлезингер
- Жена №13, режиссёр Фатин Абдель Вахаб
- Ветер с юга, режиссёр Софья В.Д. (индонез.)
- Под одной кожей, режиссёр Дэниел Тинайре
- Рыжеволосая, режиссёр Хельмут Койтнер
- Дайте мне десять отчаянных человек, режиссёр Пьер Циммер
- Дуэль, режиссёр Кнуд Лейф Томсен
- Ткач и чудо, режиссёр Франсиско дель Вильяр
- Галапагос, режиссёр Хайнц Цильман
- Нас двое (англ.), режиссёр Амарджит
- Поезд отходит каждый час, режиссёр Андре Кавенс
- До последнего дня, режиссёр Сангок Шин
- Конец лета, режиссёр Ясудзиро Одзу
- Любовь в двадцать лет (англ.), режиссёр Синтаро Исихара, Марсель Офюльс, Ренцо Росселлини, Анджей Вайда, Франсуа Трюффо
- Красота Ипполиты, режиссёр Джанкарло Дзаньи
- Он, Она или Оно, режиссёр Жак Баратье
- Степь, режиссёр Альберто Латтуада
- Пришпиленный капрал, режиссёр Жан Ренуар
- Грабители, режиссёр Франсиско Ровира Белета
- Наполненная жизнь, режиссёр Сусуму Хани
- Мистер Хоббс берёт выходной (англ.), режиссёр Генри Костер
- Нет выхода, режиссёр Тед Данилевский и Орсон Уэллс
- Недобросовестные (англ.), режиссёр Руй Герра
- Из пасти тигра (англ.), режиссёр Тим Вилан мл.
- Маленькие подарки, режиссёр Джек Витикка
- Сальваторе Джулиано, режиссёр Франческо Рози
- Сквозь тусклое стекло, режиссёр Ингмар Бергман
- Ta heria, режиссёр Джон Дж. Контес
- Тонни на неправильном пути, режиссёр Нильс Р. Мюллер

## Награды
- Золотой медведь:
  - Такого рода любовь, режиссёр Джон Шлезингер
- Золотой Медведь за лучший короткометражный фильм:
  - Реальность Карела Аппеля
- Серебряный медведь:
- Серебряный медведь за лучшую мужскую роль
  - Джеймс Стюарт — Мистер Хоббс берёт выходной
- Серебряный медведь за лучшую женскую роль
  - Рита Гэм — Нет выхода[англ.]
  - Вивека Линдфорс — Нет выхода[англ.]
- Серебряный медведь за лучшую режиссёрскую работу:
  - Франческо Рози — Сальваторе Джулиано
- Серебряный медведь — специальный приз за лучший короткометражный фильм:
  - Предки
  - Нахани
  - Тест для Запада: Берлин
  - Венедиг
- Серебряный Медведь — специальный приз за лучший полнометражный документальный фильм:
  - Галапагос
- Серебряный Медведь — специальный приз:
  - До последнего дня
- Приз юношеского кинематографа:
- Приз юношеского кинематографа — лучший короткометражный фильм:
  - Зоопарк
- Приз юношеского кинематографа — лучший документальный фильм:
  - Галапагос
- Приз юношеского кинематографа — лучший игровой фильм:
  - Дайте мне десять отчаянных человек
- Приз юношеского кинематографа — особое упоминание:
- Приз юношеского кинематографа — особое упоминание за лучший игровой фильм
  - Маленькие подарки
- Приз международной ассоциации кинокритиков (ФИПРЕССИ):
  - Зоопарк
- Приз Международной Католической организации в области кино (OCIC):
  - Сквозь тусклое стекло